# Henry Leide
Henry Leide (* 1965 in Wismar) ist Sachbearbeiter für Politische Bildung und Forschungsanträge in der Außenstelle Rostock des Stasi-Unterlagen-Archivs und Autor von Sachliteratur, insbesondere zu dem Umgang der Staatssicherheit mit NS-Verbrechern.
Nach dem Abschluss an der Polytechnischen Oberschule in Lütten Klein absolvierte er von 1981 bis 1983 eine Ausbildung als Instandhaltungsmechaniker für Baumaschinen. Danach war er 1983/84 in Rostock in einem VEB als Heizer und Lagerarbeiter beschäftigt und bestritt anschließend bis 1988 seinen Lebensunterhalt mit diversen Tätigkeiten. Aufgrund seiner Ablehnung des SED-Staates und dem Engagement in Oppositionsgruppen wurde er 1988 aus der DDR ausgebürgert und lebte nach der Ausreise in West-Berlin. Er arbeitete dort als Bauhilfsarbeiter, unterstützte weiter die DDR-Opposition und war nach dem Zusammenbruch des SED-Regimes an der Besetzung der Stasizentrale beteiligt. Das Abitur erlangte er 1993 an dem Volkshochschulkolleg Berlin-Schöneberg, danach studierte er 1993/94 Politik- und Rechtswissenschaften an der Freien Universität Berlin. Von 1994 bis 1998 arbeitete er in der Bildungs- und Forschungsabteilung des BStU in Berlin und seit 1998 als Sachbearbeiter für politische Bildung in der Außenstelle Rostock des Archivs. Leide ist Autor von Sachbüchern und Fachartikeln.

## Schriften (Auswahl)
- Auschwitz und Staatssicherheit: Strafverfolgung, Propaganda und Geheimhaltung in der DDR, Der Bundesbeauftragte für die Unterlagen des Staatssicherheitsdienstes der ehemaligen Deutschen Demokratischen Republik, Abteilung Bildung und Forschung, Berlin 2019[1]
- NS-Verbrecher und Staatssicherheit: die geheime Vergangenheitspolitik der DDR, Vandenhoeck und Ruprecht, Göttingen 2005
- Wenn wir unsere Akten lesen: Handbuch zum Umgang mit den Stasi-Akten, Basisdruck, Berlin 1992 (zusammen mit Tina Krone, Irena Kukutz und in Zusammenarbeit mit der Robert-Havemann-Gesellschaft)